# Эрнст, Кайса
Кайса Анна-Карин Линнея Эрнст (швед. Kajsa Anna-Karin Linnéa Ernst; род. 4 августа 1962 года, Гётеборг) — шведская актриса театра, кино и телевидения.

## Биография
Кайса Эрнст родилась 4 августа 1962 года в Гётеборге. Окончила театральную школу в Мальмё. Затем 10 лет играла в городском театре Хельсингборг.
В 1998 году она переехала в Стокгольм. С 1999 года стала активно сниматься в шведских фильмах и телесериалах.
С 2009 по 2012 год была замужем за шведским актёром Гораном Стангертцем.

## Избранная фильмография
| Год       |   | Русское название           | Оригинальное название | Роль         |
| --------- | - | -------------------------- | --------------------- | ------------ |
| 2004      | ф | Деревенщина                | Masjävlar             | Эйвор        |
| 2011      | с | Год 1790-й                 | Anno 1790             | Анна Релла   |
| 2012      | ф | Последнее завещание Нобеля | Nobels Testamente     | Берит Хармин |
| 2012      | ф | Прайм-тайм                 | Prime Time            | Берит Хармин |
| 2012      | ф | Студия секса               | Studio Sex            | Берит Хармин |
| 2012      | ф | Красная волчица            | Den röda vargen       | Берит Хармин |
| 2012      | ф | Срок                       | Livstid               | Берит Хармин |
| 2012      | ф | Место под солнцем          | En plats i solen      | Берит Хармин |
| 2016—2017 | с | Лучшая семья               | Finaste familjen      | Анн Линдер   |
| 2023      | с | Кодовое имя: Анника        | Codename: Annika      | Нора Ваклин  |

## Награды и номинации
| Год  | Награда     | Категория                    | Работа       | Результат |
| ---- | ----------- | ---------------------------- | ------------ | --------- |
| 2005 | Золотой жук | Лучшая актриса второго плана | Деревенщина  | Победа    |
| 2017 | Kristallen  | Лучшая актриса               | Лучшая семья | Номинация |